# Players Championship de 2017
O Players Championship de 2017 será a quadragésima quarta edição do Players Championship, que acontecerá entre os dias 11 e 14 de maio no TPC Sawgrass de Ponte Vedra Beach, na Flórida, Estados Unidos. Será a trigésima sexta edição realizada no campo do Estádio.

## Local do evento

### Projeto de campo
| Tee    | Avaliação/inclinação | 1   | 2   | 3   | 4   | 5   | 6   | 7   | 8   | 9   | Fora  | 10  | 11  | 12  | 13  | 14  | 15  | 16  | 17  | 18  | Dentro | Total |
| Jardas | n/a                  | 423 | 532 | 177 | 384 | 471 | 393 | 442 | 237 | 583 | 3,642 | 424 | 558 | 358 | 181 | 481 | 449 | 523 | 137 | 462 | 3,573  | 7,215 |
| Par    |                      | 4   | 5   | 3   | 4   | 4   | 4   | 4   | 3   | 5   | 36    | 4   | 5   | 4   | 3   | 4   | 4   | 5   | 3   | 4   | 36     | 72    |
| ------ | -------------------- | --- | --- | --- | --- | --- | --- | --- | --- | --- | ----- | --- | --- | --- | --- | --- | --- | --- | --- | --- | ------ | ----- |

## Jogadores em campo
Integram 144 jogadores que cumpram os seguintes critérios:
1. Vencedores dos torneios do PGA Tour desde a última temporada do Players
Aaron Baddeley (2), Daniel Berger (2), Wesley Bryan (11), Greg Chalmers, Jason Day (2,4,5,7,8), Rickie Fowler (2,5), Sergio García (2,4), Cody Gribble, Adam Hadwin (2), Russell Henley (2), Mackenzie Hughes, Billy Hurley III (2), Dustin Johnson (2,4,7), Kim Si-woo (2), Russell Knox (2,7), Marc Leishman (2,8), Hideki Matsuyama (2,7), William McGirt (2,8), Rory McIlroy (2,4,6,7), Ryan Moore (2), Rod Pampling, Pat Perez (3), D. A. Points, Jon Rahm, Patrick Reed (2), Jordan Spieth (2,4,6), Brendan Steele (2), Henrik Stenson (2,4), Hudson Swafford (2), Justin Thomas (2), Jhonattan Vegas (2), Jimmy Walker (2,4), 7 de maio (através do RBC Heritage)
2. Top 125 da lista de pontos da última temporada da FedEx Cup
Blayne Barber, Ricky Barnes, Zac Blair, Jonas Blixt, Jason Bohn, Keegan Bradley, Scott Brown, Chad Campbell, Paul Casey, Roberto Castro, Alex Čejka, Kevin Chappell, K. J. Choi, Ben Crane, Jon Curran, Graham DeLaet, Luke Donald, Jason Dufner (4), Harris English, Derek Fathauer, Tony Finau, Jim Furyk, Robert Garrigus, Lucas Glover, Fabián Gómez, Branden Grace, Emiliano Grillo, Bill Haas, James Hahn, Brian Harman, David Hearn, Jim Herman, Charley Hoffman, J. B. Holmes, Billy Horschel (6), Charles Howell III, Mark Hubbard, John Huh, Fredrik Jacobson, Zach Johnson (4), Kang Sung-hoon, Smylie Kaufman, Jerry Kelly, Michael Kim, Chris Kirk, Kevin Kisner, Patton Kizzire, Colt Knost, Brooks Koepka, Jason Kokrak, Matt Kuchar (5), Anirban Lahiri, Martin Laird, Danny Lee, Spencer Levin, David Lingmerth (8), Luke List, Andrew Loupe, Jamie Lovemark, Shane Lowry (7), Peter Malnati, Ben Martin, Graeme McDowell, Troy Merritt, Phil Mickelson (4), Bryce Molder, Francesco Molinari, Kevin Na, Noh Seung-yul, Sean O'Hair, Louis Oosthuizen, Ryan Palmer, Scott Piercy, Chez Reavie, Kyle Reifers, Patrick Rodgers, Justin Rose (4), Charl Schwartzel, Adam Scott (4,7), John Senden, Webb Simpson (4), Vijay Singh, Brandt Snedeker, Kyle Stanley, Shawn Stefani, Brett Stegmaier, Robert Streb, Kevin Streelman, Steve Stricker, Brian Stuard, Daniel Summerhays, Vaughn Taylor, David Toms, Cameron Tringale, Tyrone van Aswegen, Harold Varner III, Johnson Wagner, Bubba Watson (4,7), Boo Weekley, Danny Willett (4), Gary Woodland
3. Top 125 (estudante de medicina)
Patrick Cantlay
4. Campeões de torneios Majors dos últimos cinco anos
Ernie Els, Martin Kaymer (5)
5. Vencedores do Players Championship dos últimos cinco anos
Tiger Woods
6. Vencedores do Tour Championship dos últimos três anos
7. Vencedores do World Golf Championship dos últimos três anos
8. Vencedores do Memorial Tournament e Arnold Palmer Invitational desde 2015
Matt Every
9. Top 50 do Ranking Mundial de Golfe Oficial
1 de maio
10. Campeão do Senior Players do ano anterior
Bernhard Langer
11. Líder na lista de dinheiro do Web.com Tour da temporada anterior
12. Líder na lista de dinheiro durante as Finais do Web.com Tour
Grayson Murray